# Lågerupbanen
Lågerupbanen er en motocrossbane i en tidligere grusgrav få hundrede meter nord for landsbyen Lågerup på Sydøstlolland
Banen blev oprettet i 1973 som et samarbejde mellem ungdomskolerne i Nysted, Sakskøbing og Holeby kommuner. Efter strukturændringerne i 2007, er det Guldborgsund Kommune, der driver banen, og samarbejdet med Lolland Kommune tilsyneladende ophørt.
Banen er placeret i en tidligere grusgrav, og har også en knallertkøreskole tilknyttet.